# Стружа (Лодзький-Східний повіт)
Стружа (пол. Stróża) — село в Польщі, у гміні Андресполь Лодзький-Східного повіту Лодзинського воєводства.
Населення — 931 особа (2011).
У 1975-1998 роках село належало до Лодзинського воєводства.

## Демографія
Демографічна структура станом на 31 березня 2011 року:
|          | Загалом | Допрацездатний вік | Працездатний вік | Постпрацездатний вік |
| -------- | ------- | ------------------ | ---------------- | -------------------- |
| Чоловіки | 456     | 93                 | 330              | 33                   |
| Жінки    | 475     | 108                | 300              | 67                   |
| Разом    | 931     | 201                | 630              | 100                  |